# HD 223229
Désignations
HD 223229 est une étoile variable (suspectée) de la constellation d'Andromède. Il s'agit d'une étoile double composée d'une étoile primaire de magnitude 6,11 et d'une étoile compagne de magnitude 8,73. La paire a une séparation angulaire de 0,80" le long d'un angle de position de 250°, à partir de 2009. La principale est une étoile sous-géante de type B avec un type spectral de type B3IV. Sa masse est estimée à 6,3 fois celle du Soleil, avec une température effective de 17 900 K.